# Villaines-sous-Bois
Villaines-sous-Bois är en kommun i departementet Val-d'Oise i regionen Île-de-France i norra Frankrike. Kommunen ligger i kantonen Viarmes som tillhör arrondissementet Sarcelles. År 2022 hade Villaines-sous-Bois 776 invånare.

## Befolkningsutveckling
Antalet invånare i kommunen Villaines-sous-Bois
| Referens: INSEE |